# Коньчиці (Підкарпатське воєводство)
Коньчиці (пол. Kończyce) — село в Польщі, у гміні Нисько Ніжанського повіту Підкарпатського воєводства.
Населення — 352 особи (2011).
У 1975-1998 роках село належало до Тарнобжезького воєводства.

## Демографія
Демографічна структура станом на 31 березня 2011 року:
|          | Загалом | Допрацездатний вік | Працездатний вік | Постпрацездатний вік |
| -------- | ------- | ------------------ | ---------------- | -------------------- |
| Чоловіки | 184     | 39                 | 131              | 14                   |
| Жінки    | 168     | 41                 | 87               | 40                   |
| Разом    | 352     | 80                 | 218              | 54                   |